# Hankyū serie 9000
L'elettrotreno serie 9000 delle Ferrovie Hankyū è un elettrotreno per il servizio pendolari sulle linee Hankyu Kobe e Hankyu Takarazuka in Giappone costruito dalla Hitachi e appartenente alla famiglia A-Train, come il fratello maggiore Hankyū serie 9300. Come tutti i suoi predecessori la livrea mantiene il colore storico bordeaux.
Sono stati prodotti finora 7 esemplari, ciascuno composto da 8 carrozze, e tutti dotati di display LED full color per indicare la destinazione e la categoria del treno sulla fiancata e sul fronte.

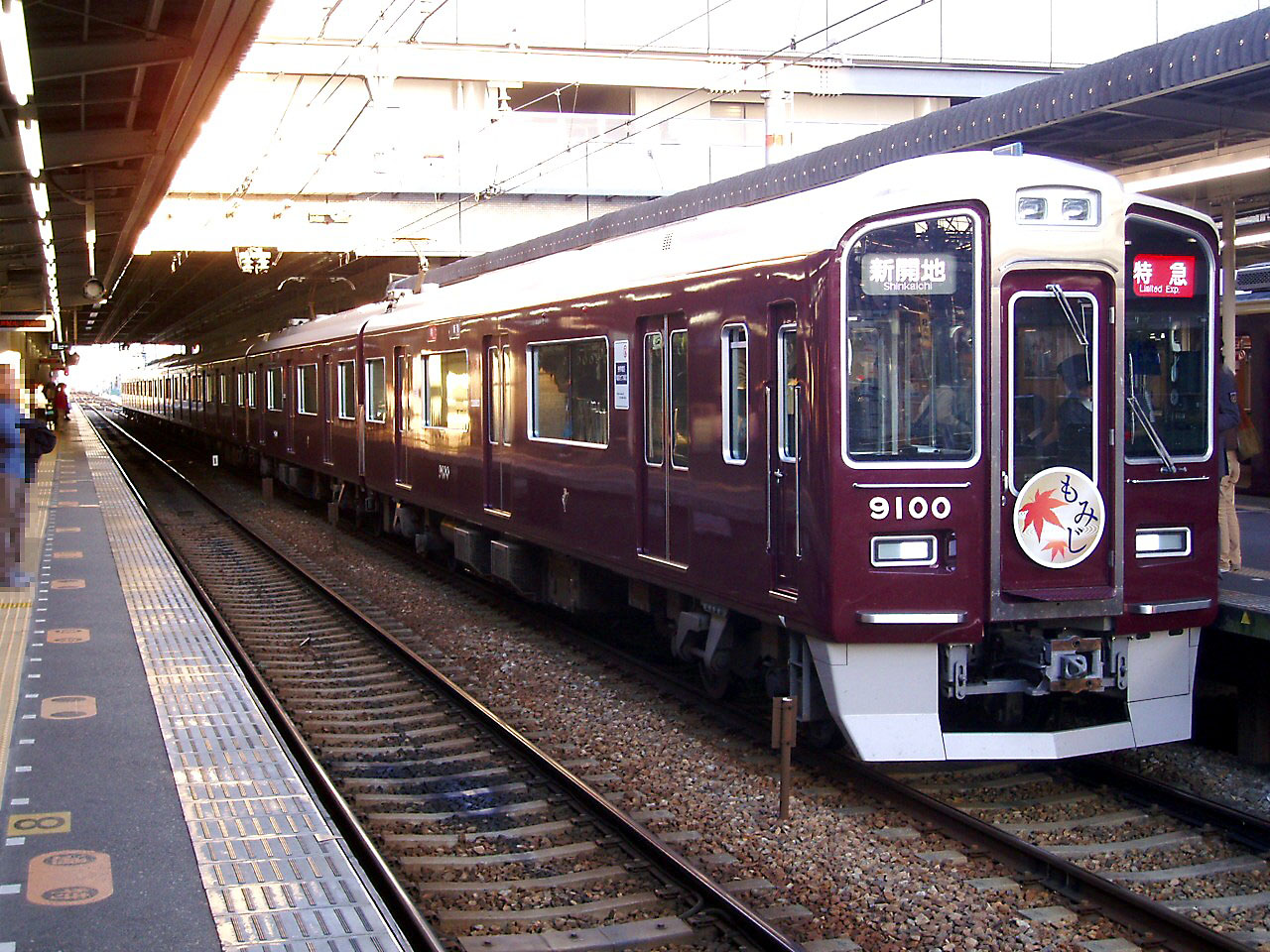
Treno della serie 9000 in servizio come Espresso Limitato sulla linea Kobe （9/11/2006）
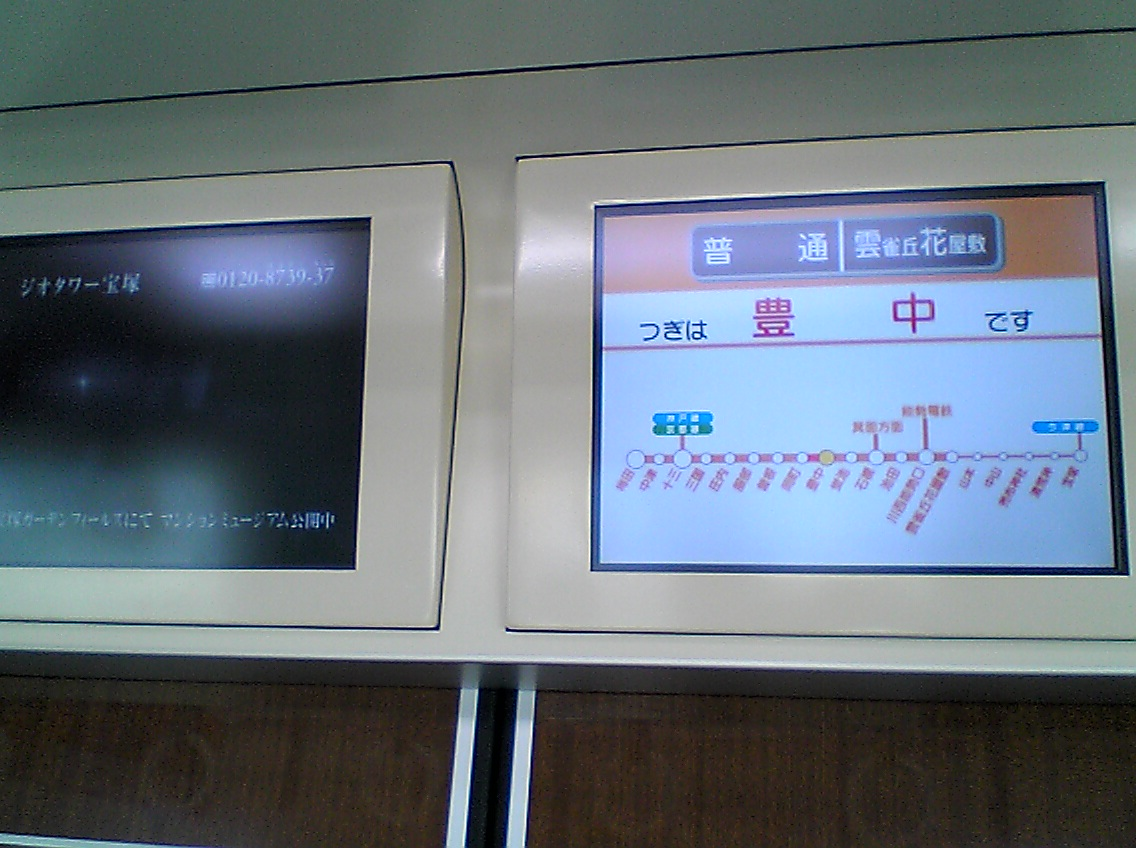
Display guida all'interno del treno
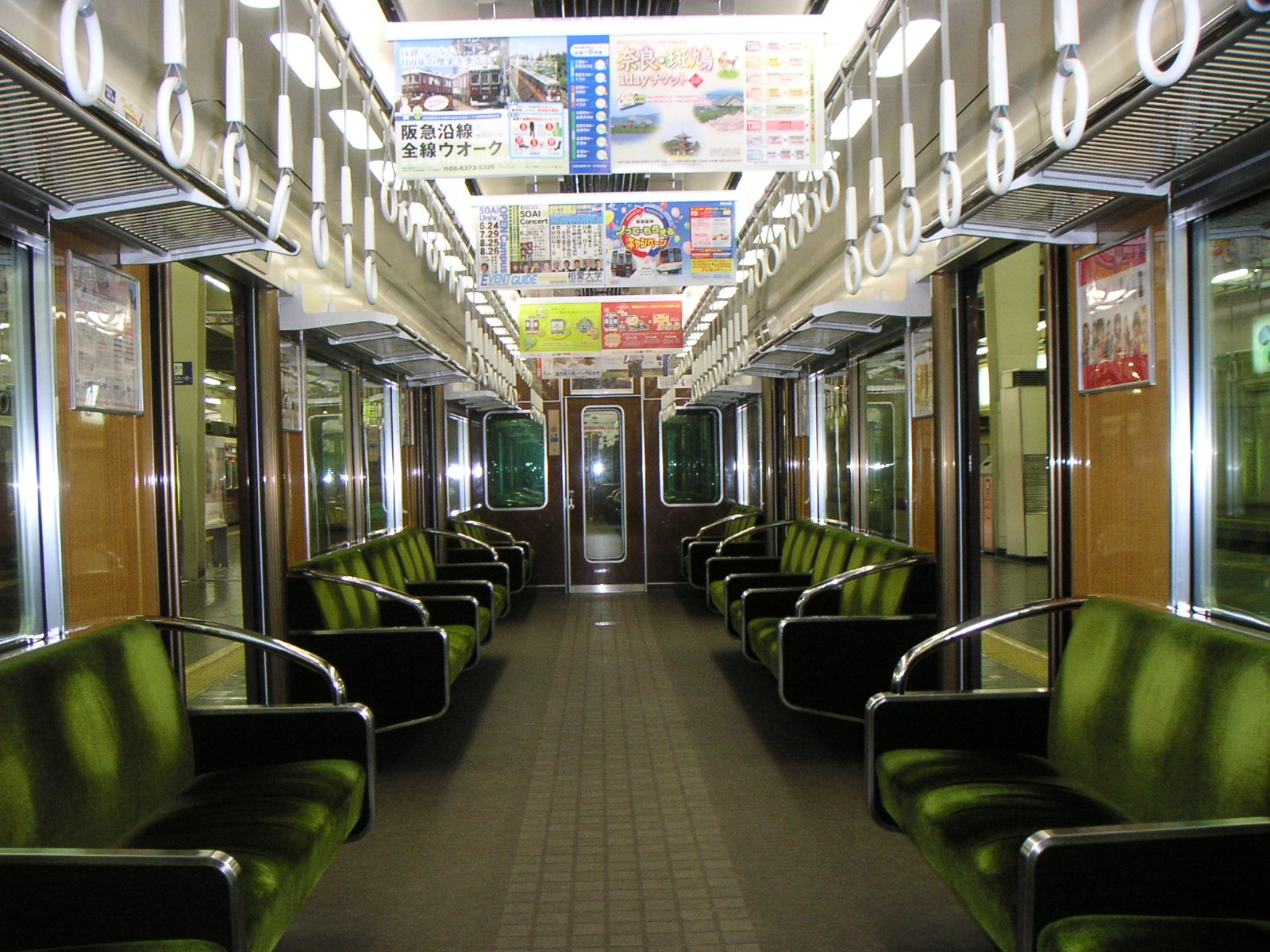
Interno della vettura
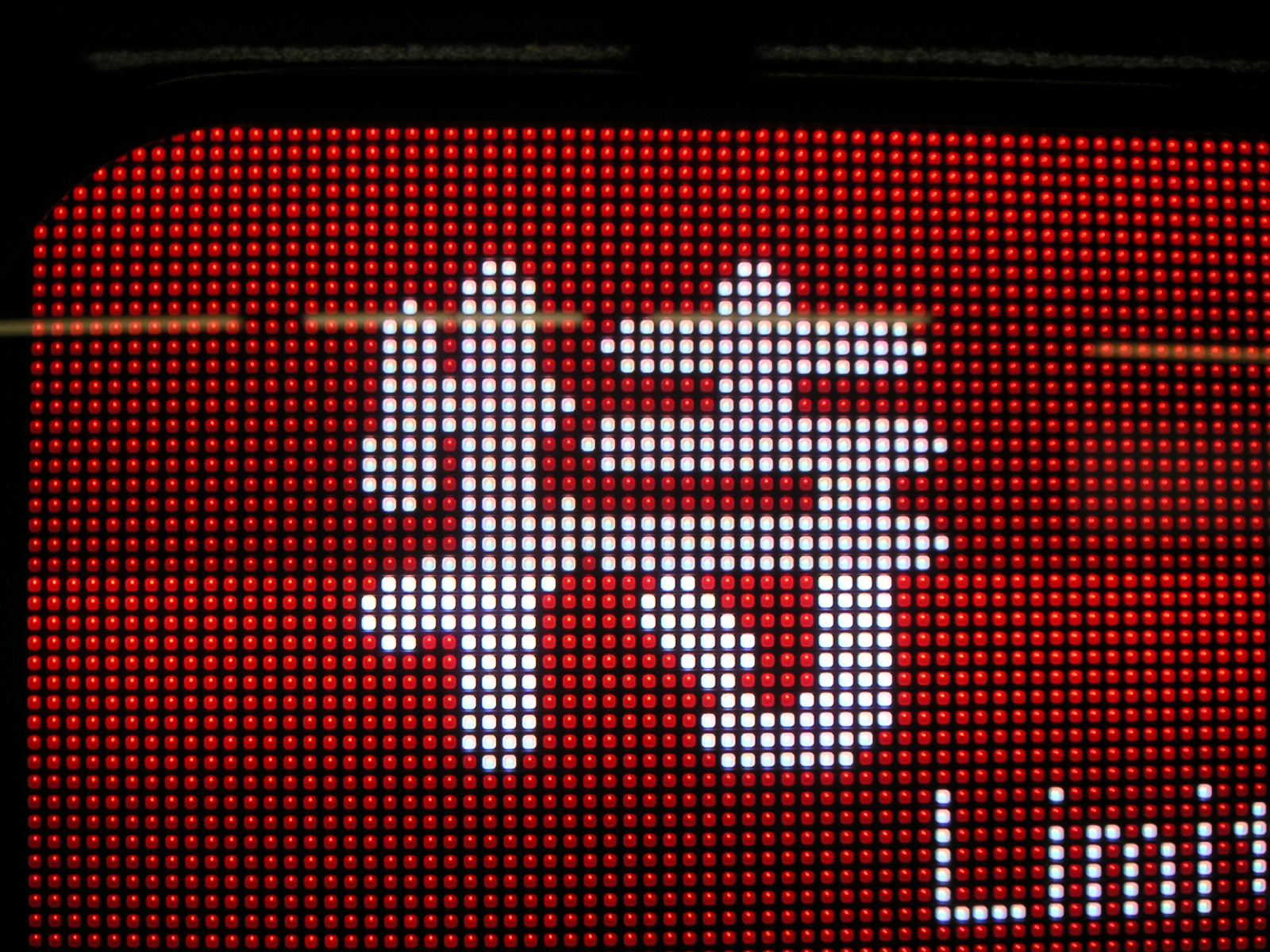
Display LED Full color sul frontale del treno